# Delta Machine
Delta Machine è il tredicesimo album in studio del gruppo musicale britannico Depeche Mode, pubblicato il 25 marzo 2013 dalla Columbia Records.
Il disco è uscito in due differenti versioni: standard e deluxe, quest'ultima accompagnata da un disco aggiuntivo contenente quattro bonus track e un libro fotografico realizzato da Anton Corbijn, storico collaboratore del trio.

## Antefatti
Durante la conferenza stampa che ha accompagnato l'annuncio della pubblicazione, il chitarrista Martin Gore ha dichiarato:
Il cantante Dave Gahan ha aggiunto che attraverso Delta Machine «abbiamo completamente spostato la nostra idea di come creare un disco. Quando ci scontriamo contro il muro della consapevolezza che il suono è troppo normale, lo scompigliamo, per dargli quel vero sound Depeche Mode. “Delta Machine” non fa eccezione, e non vedo l’ora che i nostri fan lo ascoltino».

## Promozione
Il 23 ottobre 2012 è stato presentato ad una conferenza a Parigi il brano Angel, successivamente reso disponibile su Vevo.
Il primo singolo effettivo, Heaven, è stato pubblicato il 1º febbraio 2013, seguito dal relativo video musicale. Il secondo singolo estratto è Soothe My Soul, la cui premiere radiofonica risale al 15 marzo 2013 durante lo show del mattino di Shaun Keaveny sulla stazione BBC Radio 6; il video è stato diffuso il 28 marzo su Vevo e le edizioni fisiche sono state messe in commercio a partire dal 13 maggio. Il terzo ed ultimo singolo è invece Should Be Higher, il cui video è stato caricato su Vevo il 22 agosto 2013, mentre il supporto fisico pubblicato a partire dal 14 ottobre.
Per promuovere l'album, la band ha intrapreso il Delta Machine Tour, partito il 4 maggio 2013 al Palais Nikaia di Nizza e conclusosi il 7 marzo 2014 all'Olympiyskiy Mosca. La tournée è stata anticipata da quattro spettacoli promozionali con scaletta ridotta (di cui tre negli Stati Uniti d'America e uno in Austria). Nella prima di queste esibizioni, l'11 marzo 2013, presso l'Ed Sullivan Theatre, il gruppo ha ha presentato in anteprima, circa dieci giorni in anticipo rispetto alla data d'uscita dell'album, cinque brani del disco tra cui tre completamente inediti: Soft Touch/Raw Nerve e i due futuri singoli Soothe My Soul e Should Be Higher. L'esibizione ha anticipato la presentazione al David Letterman Show del singolo Heaven; il webcast visibile in streaming sia sul sito della CBS che su Vevo è stato nei giorni a seguire reso disponibile anche sul canale YouTube del trio.
Durante l'esclusiva esibizione al Troubadour, l'ultima prima dell'inizio del tour, i Depeche Mode hanno portato al debutto But Not Tonight, bonus track di Black Celebration per l'occasione eseguita in una versione acustica cantata da Gore accompagnato al pianoforte dal turnista Peter Gordeno, suonata poi in 57 date del Delta Machine Tour.

## Accoglienza
| Recensione           | Giudizio |
| -------------------- | -------- |
| AllMusic             |          |
| Entertainment Weekly | A-       |
| Ondarock             |          |
|                      | 5/10     |
| Rockol               |          |
| Rolling Stone        |          |
| The Guardian         |          |
| The Times            |          |

Delta Machine ha ricevuto un'accoglienza generalmente positiva da parte della critica specializzata, con Metacritic che ha riportato un punteggio di 65/100 basato su 33 recensioni.
Kyle Anderson di Entertainment Weekly afferma che Delta Machine è «l'album più potente che la band abbia tirato fuori durante questo secolo» e considera i migliori pezzi del disco i brani My Little Universe e Soothe My Soul. Ha espresso il suo apprezzamento anche per il lavoro del collaboratore Christoffer Berg. Secondo il critico del Times Will Hodgkinson l'album «trova il giusto bilanciamento fra il cinguettante elettropop del loro primo periodo e le aspre dissonanze industrial dei loro ultimi album». Benjamin Boles del settimanale Now definisce Delta Machine come «il migliore album della loro carriera» e che le canzoni «vedono la band saltare in inaspettate ed eccitanti direzioni per poi riatterrare in piedi ogni volta», con gli elementi elettronici del disco che evocano «la lunatica techno tedesca più che il rimbalzante synth pop che ci si aspetterebbe dal trio inglese». Per Laurence Green di musicOMH l'album «è il modello del più vigoroso ed energico materiale in 15 anni», concludendo che «in quella che è sempre stata una carriera spaventosamente coerente, Delta Machine è fra i migliori album del gruppo». Nonostante scriva che i testi di Gore «solitamente rovinano le cose», Neil McCormick di The Daily Telegraph trova che egli abbia «un interessante approccio alle melodie in chiave minore, che vagano in un territorio quasi jazz fatto di stravaganti modulazioni, ma è sempre pronto con una raffica altamente carica di cori quando è richiesto». James Manning della rivista Time Out London si riferisce all'album come «una delle migliori cose che abbiano mai registrato», «un grande, oscuro, drammatico album di un gruppo che si espande fiduciosamente su un suono stabilito»; il critico ha tuttavia sottolineato come Gore non abbia ancora «la padronanza vocale per portare a termine alcuni suoi testi melodrammatici».
David Jeffries di AllMusic ha affermato che Delta Machine risulta «ben scritto» e risulta essere un «delizioso insieme di canti di sirene», aggiungendo che «coloro che non vengono presi dall'oscuro erotismo che traina l'album rimarranno piuttosto delusi». Jon Dolan di Rolling Stone afferma che l'album «celebra la meditazione sulla fede e il conforto senza lesinare sul marchio di fabbrica dei Depeche Mode», mentre Jesse Cataldo di Slant Magazine lo ha identificato come «un'altra ragionevolmente grande impresa per una band che è riuscita a diventare saggia ma non troppo vecchia». Secondo Caroline Sullivan di The Guardian, «i Depeche Mode sono, come al solito, paralizzati dal loro rifiuto di ammettere qualche spiraglio di luce nel loro malinconico mondo [...] Dall'altra parte però quella musica austera che accompagna tutta questa oscurità è spesso bellissima» e loda il trio per la loro abilità di «bilanciare rigogliosità e minimalismo a degli stupendi effetti».
In una recensione per Pitchfork, Douglas Wolk critica i testi dell'album, concludendo che «non vi è un singolo momento di sorpresa o di freschezza in Delta Machine, ed è enormemente frustrante sentire così profondamente resistente al cambiamento quello che era una volta un gruppo di futuristi». Andy Gill del quotidiano The Independent definisce Delta Machine come «l'album più debole del gruppo in alcuni momenti», aggiungendo che «il momento più melodrammatico che Dave Gahan riesce a darci è "penetrate your soul... bleed into your dreams", in più gli sfondi elettronici scolpiti sembrano tende che nascondono la debolezza dei maghi che muovono le macchine». Kitty Empire del The Observer ha notato che dal punto di vista musicale risulti essere «una sorta di blues elettronico rosso sangue alla ribalta; soffia caldo e freddo».. Secondo Emily Mackay di NME «le cose migliorano con le più cariche Soft Touch/Raw Nerve e Soothe My Soul, ma Delta Machine suona come se si stesse solo riscaldando».

## Tracce
Testi e musiche di Martin L. Gore, eccetto dove indicato.
1. Welcome to My World – 4:57
2. Angel – 3:58
3. Heaven – 4:06
4. Secret to the End – 5:12 (Dave Gahan, Kurt Uenala)
5. My Little Universe – 4:24
6. Slow – 3:46
7. Broken – 3:58 (Dave Gahan, Kurt Uenala)
8. The Child Inside – 4:16
9. Soft Touch/Raw Nerve – 3:27
10. Should Be Higher – 5:05 (Dave Gahan, Kurt Uenala)
11. Alone – 4:30
12. Soothe My Soul – 5:22
13. Goodbye – 5:03

Traccia bonus nel pre-ordine di iTunes
1. Heaven (Live Studio Session) – 3:52

CD bonus nell'edizione deluxe
1. Long Time Lie – 4:25 (Martin L. Gore, Dave Gahan)
2. Happens All the Time – 4:20 (Dave Gahan, Kurt Uenala)
3. Always – 5:08
4. All That's Mine – 3:23 (Dave Gahan, Kurt Uenala)

## Formazione
Hanno partecipato alle registrazioni, secondo le note di copertina:
Gruppo
- Andy Fletcher – strumentazione
- Dave Gahan – voce principale
- Martin Gore – strumentazione, voce, voce principale (The Child Inside e Always)

Altri musicisti
- Christoffer Berg – programmazione
- Kurt Uenala – programmazione aggiuntiva
- Dan Tobiason – sound design

Produzione
- Ben Hillier – produzione
- Ferg Peterkin – ingegnere del suono
- Kurt Uenala – registrazione voce
- Tomas del Toro-Diaz – assistenza tecnica
- Will Loomis – assistenza tecnica
- Flood – missaggio
- Rob Kirwan – ingegneria al missaggio
- Drew Smith – assistenza al missaggio
- Bunt Stafford-Clark – mastering
- Anton Corbijn – design, fotografia

## Classifiche
| Classifica (2013)         | Posizione massima |
| ------------------------- | ----------------- |
| Australia                 | 16                |
| Austria                   | 1                 |
| Belgio (Fiandre)          | 2                 |
| Belgio (Vallonia)         | 1                 |
| Canada                    | 2                 |
| Danimarca                 | 1                 |
| Finlandia                 | 3                 |
| Francia                   | 2                 |
| Germania                  | 1                 |
| Grecia                    | 2                 |
| Irlanda                   | 2                 |
| Italia                    | 1                 |
| Messico                   | 3                 |
| Norvegia                  | 2                 |
| Nuova Zelanda             | 24                |
| Paesi Bassi               | 3                 |
| Polonia                   | 1                 |
| Portogallo                | 3                 |
| Regno Unito               | 2                 |
| Repubblica Ceca           | 1                 |
| Spagna                    | 3                 |
| Stati Uniti               | 6                 |
| Stati Uniti (alternative) | 1                 |
| Stati Uniti (rock)        | 1                 |
| Svezia                    | 1                 |
| Svizzera                  | 1                 |
| Ungheria                  | 1                 |